# Продавец приключений
«Продаве́ц приключе́ний» — фантастическая повесть Георгия Садовникова о путешествии астронавта Аскольда Витальевича, племянника астронавта Петеньки, его друга Сани и девушки Марины с котом Мяукой на звездолёте «Искатель». Книга предназначена для детской аудитории, она написана лёгким языком и насыщена юмором. В ней описываются приключения команды космического корабля «Искатель» сквозь всю Вселенную с целью поиска возлюбленной Петеньки — Самой Совершенной во Времени и Пространстве, а когда он её нашёл, то становится ясно, что книга так просто не завершится. Друзьям приходится бороться со злодеем Барбаром, группой пиратов, похитивших Марину, с невежеством собственных предков, с самовольностью писателя Помса и другими препятствиями на пути их замечательного путешествия.
Отрывок из книги впервые опубликован в газете «Неделя» № 37, 1969. Первое издание выпущено в 1970 году (М.: Детская литература, 1970. Тираж: 100 000 экз. + доп. тираж 100 000 экз., 1972), книга проиллюстрирована Г. О. Вальком. На 2012 год книга выдержала 8 переизданий на русском языке, издана также на чешском (Prodavač dobrodružství. — Praha: Albatros, 1972) и немецком (Der Abenteuerverkäufer. — Berlin: Verlag Neues Leben, 1974) языках .
Продолжение повести было опубликовано под названием «Похищение продавца приключений» почти через 30 лет — в 1999 году.
Автор в своём интервью говорил, что книгу в 1970-х дважды пытались экранизировать (режиссёры Исаак Магитон и Марианна Рошаль) и даже поставить в театре, однако технические сложности в съёмке космической кинофантастики оказались непреодолимыми для 1970-х годов.

## Основные герои
- Аскольд Витальевич — бывалый астронавт, матёрый космический путешественник, которого знает вся Вселенная. Тяжело переживает утрату удалых дней, проведённых в интереснейших приключениях. Пользуется авторитетом в обществе, которое, тем не менее, потихонечку начинает забывать об его заслугах. С энтузиазмом хватается за возможность совершить ещё одно приключение. На звездолёте выполняет роль командира.
- Петенька (Пётр Васильевич Александров) — племянник Аскольда Витальевича[2], очень умный юноша, физик-теоретик, который влюбился в Самую Совершенную во Вселенной и формулу, которую он вывел впоследствии. На звездолёте является штурманом. Станет женихом Марины.
- Саня (Александр Трофимович Петров) — друг Петеньки, юный и настойчивый авантюрист, младшая «копия» Аскольда Витальевича, только не в меру пылкий и нетерпеливый. На «Искателе» был назначен юнгой. Ему очень нравится Марина, и он старательно пытается найти момент, чтобы признаться ей в этом.
- Марина — случайная пассажирка на космическом звездолёте «Искатель», попавшая в него из-за своего кота Мяуки, забравшегося в люк по воле сюжета. Присвоена должность стюардессы. По воле сюжета станет невестой Петеньки. Вокруг них вьётся вторая половина книги.
- Кузьма — старый робот, близкий друг Аскольда Витальевича, прошедший с ним сквозь вакуум, звёзды и все атмосферы. На звездолёте стал бортмехаником.
- Барбар (он же Егор, он же Варвар) — чёрт, хитрейший мошенник и обманщик, всеми средствами старающийся разлучить Марину и Петеньку во второй половине книги, в первой же пытается «погубить» всю команду. В случае опасности для себя прибегает к честному слову, благодаря которому избегает наказания. Творит пакостные дела наравне с добрыми. На звездолёте «Искатель» был матросом. Имеет собственный звездолёт — тарелочку.
- Рыцарь Джон — космический аналог Дон Кихота, попавший в вакуум по воле Барбара, поддавшись на его уговоры помочь в простом деле. Потеряв возможность попасть на Землю в своё время, сделал себе собственный звездолёт «Савраска» и пытается прославить имя Аалы — трёхголовой девушки-студентки, воплощения его мечты — иметь в качестве дамы сердца одновременно и брюнетку, и блондинку, и шатенку. В споре за её благородство связывает себя узами поединка с Петенькой, дамой сердца которого на время стала Марина. Он широкоплеч, на его лице растут жёсткие рыжие усы, похожие на зажатую между носом и верхней губой палку. Он одет в скафандр, напоминающий металлические доспехи. У него громкий голос.

## Второстепенные герои
- Пересказчик[3] — с него начинается книга, он появляется только в первой главе и эпилоге, от его лица ведётся повествование якобы прочитанной им книги, которую уронил Продавец приключений с целью заинтересовать его, и все дальнейшие главы — это как будто «пересказ по памяти» той книжки. Пересказчик не упоминает своего имени. 50 лет он работает юнгой на линии Новороссийск — Туапсе, что влияет на его мировоззрение, делая его молодым душой, не убавляя и доли скепсиса, ибо он такое видел на линии Новороссийск — Туапсе, что лифт между сосен, ведущий в небо, его ничуть не удивил.
- Продавец приключений[4] — один из героев книги, с которого начинается повествование. Одевается в длинную красную рубаху до колен, носит лапти из жёлтой синтетики (подразумевается, что штаны тоже есть, но какого они цвета и материала, в книге не написано). Внешность напоминает старинного коробейника с пустым лотком. Волосы белые, лёгкие, причёска своими кудрями напоминается пух одуванчика, носит бороду. Глаза ярко-синие. В книге появляется редко, повествование идёт не о нём. Имеет собственный звездолёт «Ослик». Живёт на краю Вселенной, а именно в доме на астероиде. Он могущественен, однако в ход событий вмешивается крайне редко. Основное его занятие — продавать приключения на разных планетах.
- Эдик — юный изобретатель и друг Саши. Конструктор звездолёта «Искатель». Имеет рассеянный вид по причине постоянной задумчивости. Близорук, худой и с острым лицом.
- Старуха ведьма — жительница планеты Ад, мать Барбара. Её имя не упоминается.
- Император Мульти-Пульти — правитель планет Хва и Не (только негуны ленятся это признать), самый величайший из Старьёвщиков. Крайне жаден на подарки, поступки и слова. Инвалид, имеет только одну руку. Носит три короны, три мантии, и как и все знатные хватуны — ещё кучу разного тряпья. Хитёр, умён, имеет своеобразные взгляды на равнозначность обмена.
- Президент — глава планеты Не. Как и все негуны, своё время проводит, лёжа в кабинете. Впрочем, когда Барбар рассказывает ему о руде (из которой можно выплавить металл для изготовления кроватей, на которых нежиться будет куда как удобней, чем на полу и на столах), выбегает из кабинета и развивает бурную деятельность. Значительной роли в сюжете не играет.
- Раван — представитель жителей планеты Альтаир. Сын Седара, близкого друга Аскольда Витальевича. Один из многих попавших в плен на планете Хва, как и все, купившийся на легенду о планете Алоя и пропавшем Толе. Имеет способность становиться невидимым за счёт особого управления молекулами своего тела.
- Три Хитреца, они же Фип, Рип и Пип — отчаянные ловкачи и трюкачи, или как они сами себя называют — великие заговорщики. Низкого роста, толстенькие, носят ходули, чтобы казаться выше. В первое время помогали Барбару, который их обманул. Трусливые и бестолковые, они присоединяются к Сане и Аскольду Витальевичу в поисках Петеньки и Марины. Имеют собственный звезодолёт, который так и называется — «Три Хитреца».
- Писатель Помс — толстый писатель с неудачной карьерой, любит переделывать персонажей книг и повестей с положительных на отрицательных, а отрицательных в положительные, любит заимствовать у других авторов отрывки из книг без капли стыда. Живёт на планете Икс, которую сам же и придумал. Во второй книге предстает как исправившийся человек и положительный герой.
- Пират Роджер — космический разбойник со своей шайкой, прислуживал Барбару до того, как Аскольд Витальевич не разоблачил Барбара (выдавашего себя за робота) перед пиратами.
- Кот Мяука — кот Марины. Стал причиной её попадания на борт «Искателя». Во время перегрузок стал плоским как коврик. Терпел такие метаморфозы несколько раз за книгу. Обладает выразительным взглядом. Любимое место — под табуреткой Аскольда Витальевича. Участвовал в спасении Сани и Марины из плена хватунов. Также завёл огромный сверкающий автомобиль, которому требовался шум.

## Звездолёты
- Искатель — звездолёт «самого большого» класса. Создан и выращен Эдиком из старого игрушечного паровоза-кукушки и стенных часов с громким боем фирмы Буре. В качестве тормозов использовались крылышки. Управление осуществлялось через клавиши пианино. Вместо рации на него по ошибке поставили лодочный мотор от скутера, который позволяет звездолёту двигаться со скоростью света.
- Три хитреца — вместительный космический корабль Фипа, Рипа и Пипа. Имеет выдающиеся конструктивные особенности, позволяющие его маскировать под крупные объекты: кометы, холмы, мамонтов.
- Тарелочка Барбара — многоместный летающий объект, напоминающий по форме два соединённых блюдца, как бы накрывающих одно другим. Как выясняется впоследствии, сделана из фарфора, отчего при столкновении разбилась вдребезги.
- Савраска — одноместный космолёт, созданный сэром Джоном вместо утраченного коня-тёзки. По виду напоминает ракету с приделанными к ней ножками и хвостом.
- Ослик — одноместный лёгкий звездолёт продавца приключений.
- Веселая сумасшедшая собака — бриг космических пиратов.

## Планеты
- Земля — привычная нам планета в будущем, где полёты в космос являются обыденным делом. На Земле искатели живут, но также попадают в далёкое прошлое к своим предкам, где их берут в плен, а Марину хотят выдать замуж за Барбара. Там они также встречаются со своими далёкими предками и родными. Вскоре искателям удаётся вернуться в своё время.
- Алоя — вымышленная планета, на которую заманивал искателей Барбар под предлогом спасения своего друга Толи. Великий астронавт был насторожен, что не слышал о такой планете, но Барбар их убедил, что она возникла недавно из густой туманности.
- Хва — планета, связанная тонким перешейком на манер гантели с другой планетой Не. Отчасти это связано с особенностью её жителей хватать всё, что плохо лежит. У них большие руки, напоминающие клешни — настолько они привыкли хватать. На планете находится кладбище кораблей, которые не могут выбраться из-за того, что хватуны всё моментально растаскивают. Планета ведёт войну со своей соседкой планетой Не. Война имеет вялотекущий характер, поскольку хватуны не могут расстаться с единственным ядром для выстрела, а негунам лень не позволяет подняться даже из окопа. На этой планете Марина и Саша попали в плен к императору планеты Мульти-Пульти из-за козней Барбара. По гениальной идее спасшего «Искатель» от хватунов Аскольда Витальевича хватуны нашли ценное применение своей способности, а Саша и Марина спаслись из плена.
- Не — спящая планета, жители которой настолько обессилили от неги, что им лень даже пошевелиться, не говоря уже о войне с хватунами. Единственным занятием является ничегонеделанье. На планете Петенька обнаружил Самую Совершенную в видении негунов, а те, в свою очередь, были взбудоражены сообразительным Барбаром, который подкинул им идею о том, как лучше нежиться, вследствие чего планета ожила.
- Кассиопея — строго говоря, не планета, а звезда. Тем не менее, она обжита и представляет собой вселенский курорт. На ней оранжевое небо, голубое солнце, фиолетовые пляжи, ярко-зелёное море.
- Ад — родная планета Барбара, на которой живут черти. Там также живёт мать Барбара.
- Планета детей — планета, на которой время остановилось (её ось заржавела из-за козней Барбара, поливавшего её водой). Петенька попадает на неё, и ему приходиться возиться с детьми. Позже дети выгнали его из своего города в лес, где он нашел сэра Джона и вместе с ним смазал ось маслом, после чего он вернулся в город и нашёл уже повзрослевших детей.
- Икс — планета, созданная писателем Помсом, пронизанная загадками и тайнами. Основные жители — персонажи Помса.
- Невидимая планета — планета, выкрашенная Роджером в чёрный цвет, отчего стала невидимой. Не имела атмосферы до момента катастрофы Петеньки, Барбара и сэра Джона. После того, как на ней выросла трава, стала видимой.
- Планета Борзая — планета в созвездии Гончих Псов, на которой располагается база космических пиратов.

## Артефакты
- Блямбимбомбам — надёжно «спрятанное» Барбаром сокровище. Никто не знает, где оно находится и что собой представляет, но все его ищут. Сам Барбар в конце книги заявляет, что это — ничего.
- Клещи продавца приключений — клещи, с помощью которых можно изгибать пространство.

## Крылатые слова
- — Биллион метеоритов!
- — Совести у вас нет, Барбар. — К сожалению, остатки ещё есть, мешают работать.
- — Мы такие страшные, …что сами себя боимся!
- — Ну хорошо, всего один метеорит, но зато самый вредный и гнусный!
- — Когда мы надеваем ходули, то становимся ужас какие страшные!
- — Это у нас зубы клацают… от мужества…

 *  – Пираты очень любят сказки. Они заставляют рассказывать всех, кто попадает к ним в руки. И горе тем, кто на этот случай не запасся с детства хотя бы одной сказкой. – И что же они делают с этим несчастным? – спросил Петенька с тревогой. – Рассказывают сказки сами, – прошептал Барбар, холодея от страха. – Это самая невыносимая пытка, когда тебе рассказывают сказки, а сами не знают ни одной.